# Запруда
Запру́да — гидротехническое регуляционное сооружение, временная низконапорная плотина, типично выполняемая как грунтовая насыпь. Запрудой также называется запруженный этим сооружением водоём. Запруды устанавливаются на небольших водотоках (второстепенных протоках, рукавах или малых реках) с целью достижения большего расхода воды в основном русле (например, для обеспечения судоходства) в межень или создания подпора для экстенсивного использования водных ресурсов.
Во время паводка запруда превращается в водосливную плотину и приводит к отложению наносов выше плотины, тем самым создавая положительный эффект при перекрытии рукава, поскольку ёмкость рукава при этом понижается, а основное русло развивается.
Материалом для запруды могут служить уплотнённый грунт, каменная наброска, габионы и фашины.